# Arrondissement d’Aix-la-Chapelle

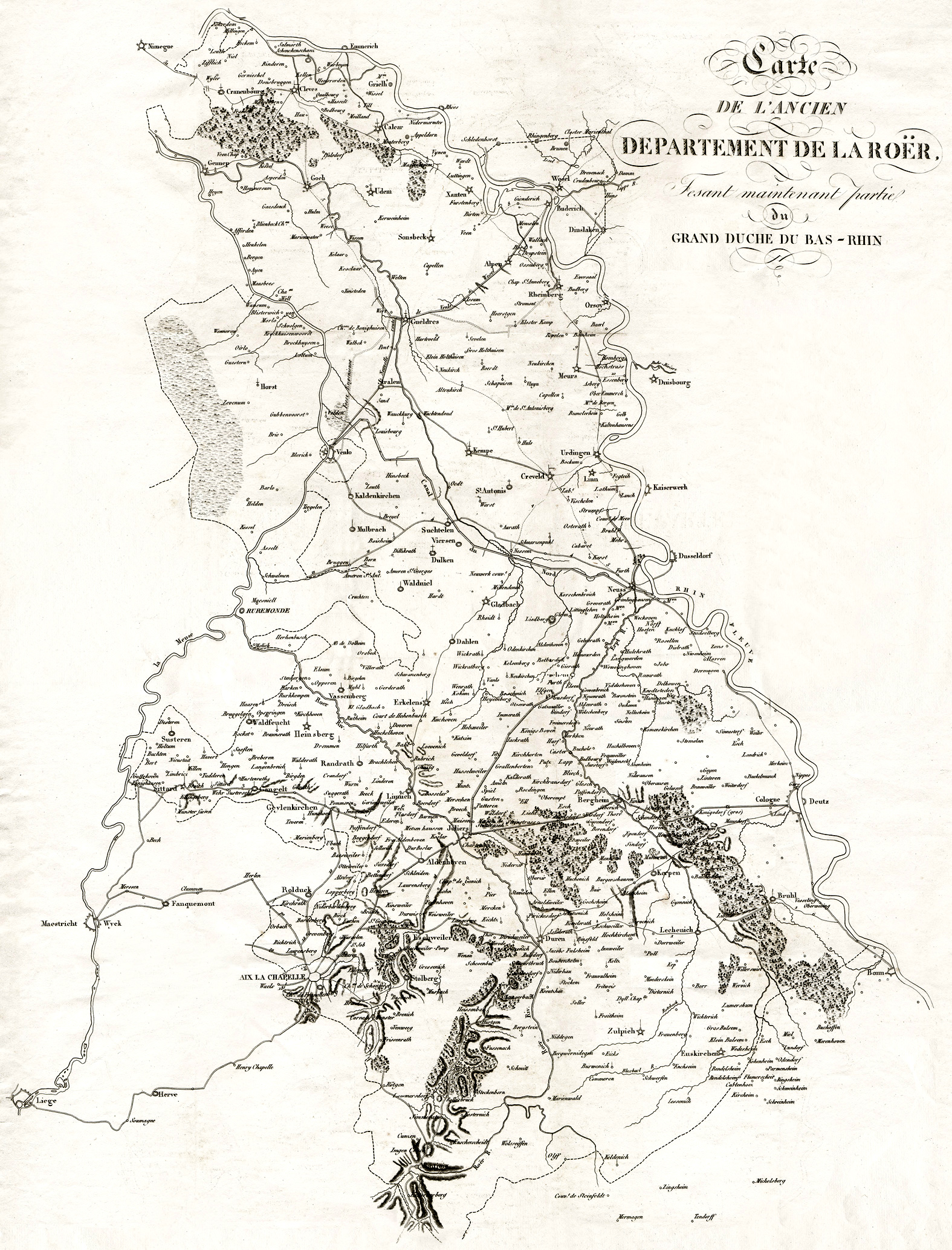
Département de la Roer

Das Arrondissement d’Aix-la-Chapelle, zu Deutsch Distrikt Aachen, war eins von vier Arrondissements des ehemaligen Département de la Roer im Rheinland zur Zeit der französischen Besatzung. Sein Hauptort (frz. chef-lieu) war Aachen (frz. Aix-la-Chapelle).
Es bestand von 1798 bis 1814 und bildete den westlichen Teil des nach der Rur benannten Departements. Am 30. Juni 1802 wurde mit einer Verordnung die Einführung der französischen Verfassung in den rheinischen Departements zum 22. September 1802 beschlossen. Damit war auch das Arrondissement d’Aix-la-Chapelle rechtlich vollständig mit den Arrondissements im französischen Kernland gleichgestellt.
An der Spitze eines Arrondissement stand ein Sous-Préfect (Unterpräfekt). In Arrondissements, deren Hauptort auch gleichzeitig Hauptort des Départements war (wie hier) nahm der Präfekt selbst diese Aufgabe wahr. Für die Liste der Präfekten siehe Département de la Roer#Die Präfekten.
Als das Gebiet 1815 an Preußen kam, deckte der neu gebildete Regierungsbezirk Aachen im Wesentlichen dieses ehemalige Arrondissement geographisch ab. Es bestand aus 126 Mairien in 11 Kantonen und war mit rund 185.000 Einwohnern das größte Arrondissement des Départements.

## Kantone und Mairien
| Kantone              | Mairien (Bürgermeistereien) |
| -------------------- | --- |
| Kanton Aachen        | Aachen |
| Kanton Burtscheid    | Brand, Burtscheid, Forst, Haaren, Weiden, Würselen, Kornelimünster, Laurensberg, Pannesheide, Richterich, Walheim                                                            |
| Kanton Düren         | Arnoldsweiler, Binsfeld, Birgel, Birkesdorf, Düren, Echtz, Merken, Merzenich, Niederzier, Nörvenich, Ollesheim, Pier, Stockheim, Straß                                       |
| Kanton Eschweiler    | Bardenberg, Broich, Büsbach, Dürwiß, Eschweiler, Fronhoven, Gressenich, Heistern, Hoengen, Lamersdorf, Langerwehe, Nothberg, Stolberg, Weisweiler                            |
| Kanton Froitzheim    | Bergstein, Bürvenich, Drove, Froitzheim, Füssenich, Kelz, Nideggen, Sievernich, Wollersheim                                                                                  |
| Kanton Geilenkirchen | Baesweiler, Birgden, Frelenberg, Gangelt, Geilenkirchen, Immendorf, Puffendorf, Randerath, Scherpenseel, Schümmerquartier, Teveren, Würm                                     |
| Kanton Gemünd        | Bleibuir, Dreiborn, Eicks, Gemünd, Heimbach, Holzmülheim, Keldenich, Nöthen, Vussem, Wallenthal, Weyer                                                                       |
| Kanton Heinsberg     | Aphoven, Birgelen, Braunsrath, Breberen, Dremmen, Haaren, Heinsberg, Herkenbosch, Hilfarth, Karken, Kirchhoven, Myhl, Oberbruch, Ratheim, Waldenrath, Waldfeucht, Wassenberg |
| Kanton Linnich       | Aldenhoven, Barmen, Brachelen, Ederen, Freialdenhoven, Gevenich, Inden, Kirchberg, Körrenzig, Koslar, Linnich, Setterich, Siersdorf                                          |
| Kanton Montjoie      | Dedenborn, Eicherscheid, Höfen, Imgenbroich, Kalterherberg Kesternich, Lammersdorf, Montjoie, Roetgen, Rurberg, Schmidt, Simmerath                                           |
| Kanton Sittard       | Born, Grevenbicht, Havert, Limbricht, Millen, Munstergeleen, Saeffelen, Sittard, Susteren, Tüddern, Urmond, Wehr                                                             |

Der zwischen den Kantonen Linnich und Düren liegende Kanton Jülich gehörte nicht zum Distrikt Aachen, sondern zum östlich anschließenden Arrondissement de Cologne (dt. Distrikt Köln).